# أزمة الكهرباء في غزة
أزمة الكهرباء في غزة هي أزمة كهرباء مستمرة ومتنامية يواجهها ما يقرب من مليوني مواطن في قطاع غزة مع توفير إمدادات الطاقة العادية لبضع ساعات فقط في اليوم على جدول التعطل المتداول. يستخدم بعض سكان غزة مولدات كهربائية خاصة وألواح شمسية ووحدات إمداد بالطاقة غير المنقطعة لاستهلاك الطاقة عندما لا تكون الطاقة العادية متاحة. الأزمة هي نتيجة للتوترات بين حركة حماس التي تحكم غزة والسلطة الوطنية الفلسطينية / حركة فتح التي تحكم الضفة الغربية على عائدات الضرائب الجمركية وتمويل غزة والسلطة السياسية.